# Вербецкое
Вербецкое (укр. Вербецьке) — посёлок, входит в Крыжопольский район Винницкой области Украины.
Население по переписи 2001 года составляло 7 человек. Почтовый индекс — 24623. Телефонный код — 4340. Занимает площадь 0,478 км². Код КОАТУУ — 521980402.

## Местный совет
24623, Вінницька обл., Крижопільський р-н, с. Вербка, вул. Подільська, 60, тел. 2-84-42; 2-84-91  (укр.)